# (11048) 1990 QZ5
(11048) 1990 QZ5 là một tiểu hành tinh vành đai chính. Nó được phát hiện bởi Henry E. Holt ở Đài thiên văn Palomar ở Quận San Diego, California, ngày 29 tháng 8 năm 1990.